# 결정편암

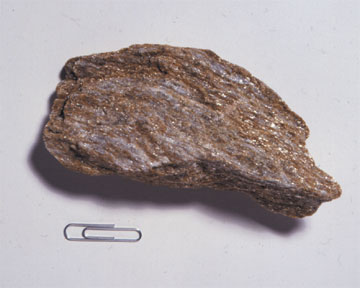
결정편암

결정편암(結晶片巖, crystal schist) 또는 편암(片巖, schist)은 암석의 한 종류로, 석운, 운모 등 방향성이 뚜렷한 광물 입자가 배열된 변성암이며 판상 엽리 또는 편리(schistosity)로 잘 쪼개지는 특성을 가졌다. 변성상(metamorphic facies)으로의 편암에는 녹색편암(greenschist)과 청색편암(blueschist) 두 가지가 있지만, 실제 편암의 종류는 광물 조합에 따라 무척 다양하며 색상 또한 검은색, 갈색, 고동색, 회색 등 다양하다. 주로 화강암이 열과 압력에 의해 변성되어 만들어지며, 편암이 편마암으로 변성되기도 한다. 표면에서는 여러 겹의 얇은 암석이 겹쳐진 듯한 줄무늬를 볼 수 있다.